# Srebrnjak
Srebrnjak is een plaats in de gemeente Sveta Nedelja in de Kroatische provincie Zagreb. De plaats telt 121 inwoners (2001).